# Sophistische Widerlegungen
Die Sophistischen Widerlegungen (lat.: De sophisticis elenchis, gr: Περὶ σοφιστικῶν ἐλέγχων) des Aristoteles bilden die letzte Schrift des Organon und als Anhang das neunte Buch der Schrift Topik. Es ist zusammen mit der Topik vermutlich eine frühe Schrift. In ihr werden die verschiedenen sophistischen Trugschlüsse diskutiert, die Aristoteles wohl schon aus Platons Akademie kannte.